# Zorrilla (Kuba)
Zorrilla ist ein Dorf im Osten des Municipios Los Arabos in der Provinz Matanzas in Kuba. 
Der Ort zählt 1204 Einwohner, die sich auf eine Fläche von 39,5 km² verteilen, und hat einen deutlichen afro-kubanischen Einschlag. Es gab hier früher einen Sklavenmarkt. 
Die Gemeinde grenzt im Norden an Israel Ruiz, im Süden an Los Arabos, im Osten an San Pedro de Mayabón und im Westen an Macagua. Das Gemeindegebiet ist flach. Es gibt Obstanbau, Wald und Palmenbestände.
Die Jahresdurchschnittstemperaturen liegen bei 24 °C mit Minima und Maxima bei 13 bzw. 34 °C. Die jährlichen Niederschläge bewegen sich um 1400–1500 mm mit einer Trockenzeit von November bis April (200–250 mm) und einer Regenzeit von Mai bis Oktober (1200–1300 mm). Die Böden sind steinig mit teilweise ertragreicher Schwarzerde.
In den Wäldern wachsen Edelhölzer wie Mahagoni und Zeder sowie Breiapfelbaum, Akazie, Johannisbrotbaum und bis heute reichlich Kiefern. 
Häufig findet man den Flammenbaum und den Kalebassenbaum, in geringerer Zahl Pappeln, einige Ceibas und die Königspalme. 
Wichtige Obstbäume sind Guave und Mango. In verschiedenen Bereichen werden Ananas und Bananen angebaut, darüber hinaus Süßkartoffeln, Maniok, Mais und Tomaten. Es überwiegt der Anbau von Zuckerrohr und Tabak.
In der Tierwelt sind zu nennen der Tomeguín de la tierra, die Spottdrossel, die Kanarentaube und einige Arten von Zugvögeln.